# Anthoceros
Anthoceros é um género de plantas não vasculares pertencente à família Anthocerotaceae, divisão Anthocerotophyta.

## Espécies
O género Anthoceros inclui as seguintes espécies:
- Anthoceros agrestis
- Anthoceros neesii